# Barisanské pohoří
Barisanské pohoří (malajsky Bukit Barisan) je sopečné pohoří na ostrově Sumatra v provincii Sumatera Barat (Západní Sumatra, Indonésie). Pohoří se táhne od severozápadu na jihovýchod podél celého západního pobřeží ostrova a je dlouhé 1 700 km. Tvoří je většinou sopečné hory v tropické džungli, 17 z nich přesahuje výšku 2000 m. Nejvyšším vrcholem pohoří je sopka Kerinci, která se tyčí do výšky 3800 metrů a je jednou z 35 aktivních sopek ostrova.